# Aschistonyx eppoi
Aschistonyx eppoi är en tvåvingeart som beskrevs av Inouye 1964. Aschistonyx eppoi ingår i släktet Aschistonyx och familjen gallmyggor. Inga underarter finns listade i Catalogue of Life.